# Mont-caume
Pour l’article ayant un titre homophone, voir Mont Caume.
Pour les articles homonymes, voir Caume.
Le mont-caume, appelé vin de pays du Mont Caume jusqu'en 2009, est un vin français d'indication géographique protégée (IGP) fabriqué dans le Var, à Toulon et dans ses alentours.

## Histoire
Au VIe siècle avant notre ère, les Phocéens de Massalia établirent un de leurs comptoirs près de l’actuel village du Castellet qu’ils nommèrent Torroeis. Ils y plantèrent un vignoble. Avec la colonisation romaine celui-ci pris une nouvelle expansion et fut installé sur des restanques. 
Les  vins de pays du Mont Caume ont été reconnus par décret du 31 janvier 1982.
Il est à noter que le logo IGP décerné par l'Union européenne figure sur l'étiquette quand la mention indication géographique protégée est remplacée par celle plus traditionnelle de Vin de Pays.

## Étymologie

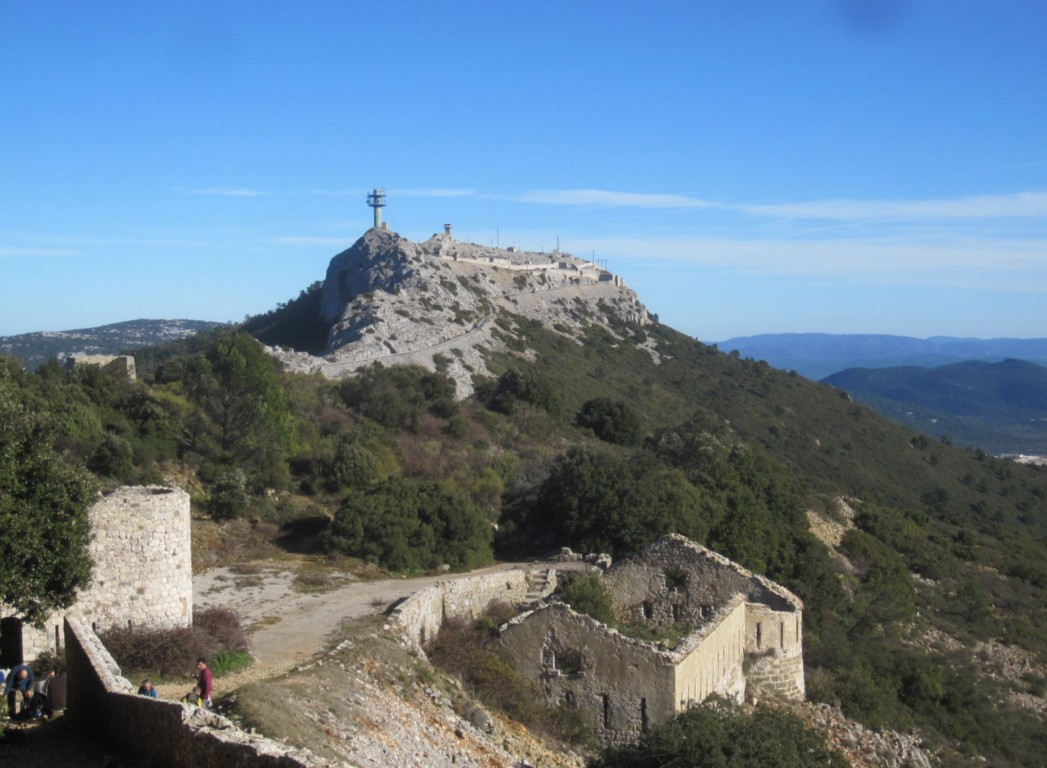
Le mont Caume ou mont Chauve.

Le Mont Caume qui donne à l'IGP son nom est une grande colline au-dessus de Toulon. C'est le plus haut des cinq monts qui encadrent la cité portuaire avec ses 801 mètres d’altitude. Il est entouré au sud par le Baou de Quatre Aures (560 m), au nord par le Grand Cap et le plateau du Siou Blanc (qui s'étale du Mont Caume jusqu'à la vallée de Signes), à l'est par le mont Faron (584 m) et le mont Coudon (702 m) et à l'ouest par le Gros-Cerveau (430 m).
Le toponymiste Pierre-Louis Augereau lui donne comme origine la racine pré-celtique kal-, signifiant pierre, rocher qui s'est décliné en calma dans le sens de hauteur dénudé qui se retrouve, outre dans le Mont Caume (Calvus Mons), dans des toponymes comme Chaumont ou Calmont.

## Situation géographique
Situé au sud-ouest du département du Var, le vignoble producteur longe la côte autour de Bandol, il est compris entre les agglomérations de Toulon, à l’est, et de Saint-Cyr-sur-Mer, à l’ouest. Son terroir offre une grande cohérence morphologique.

### Orographie

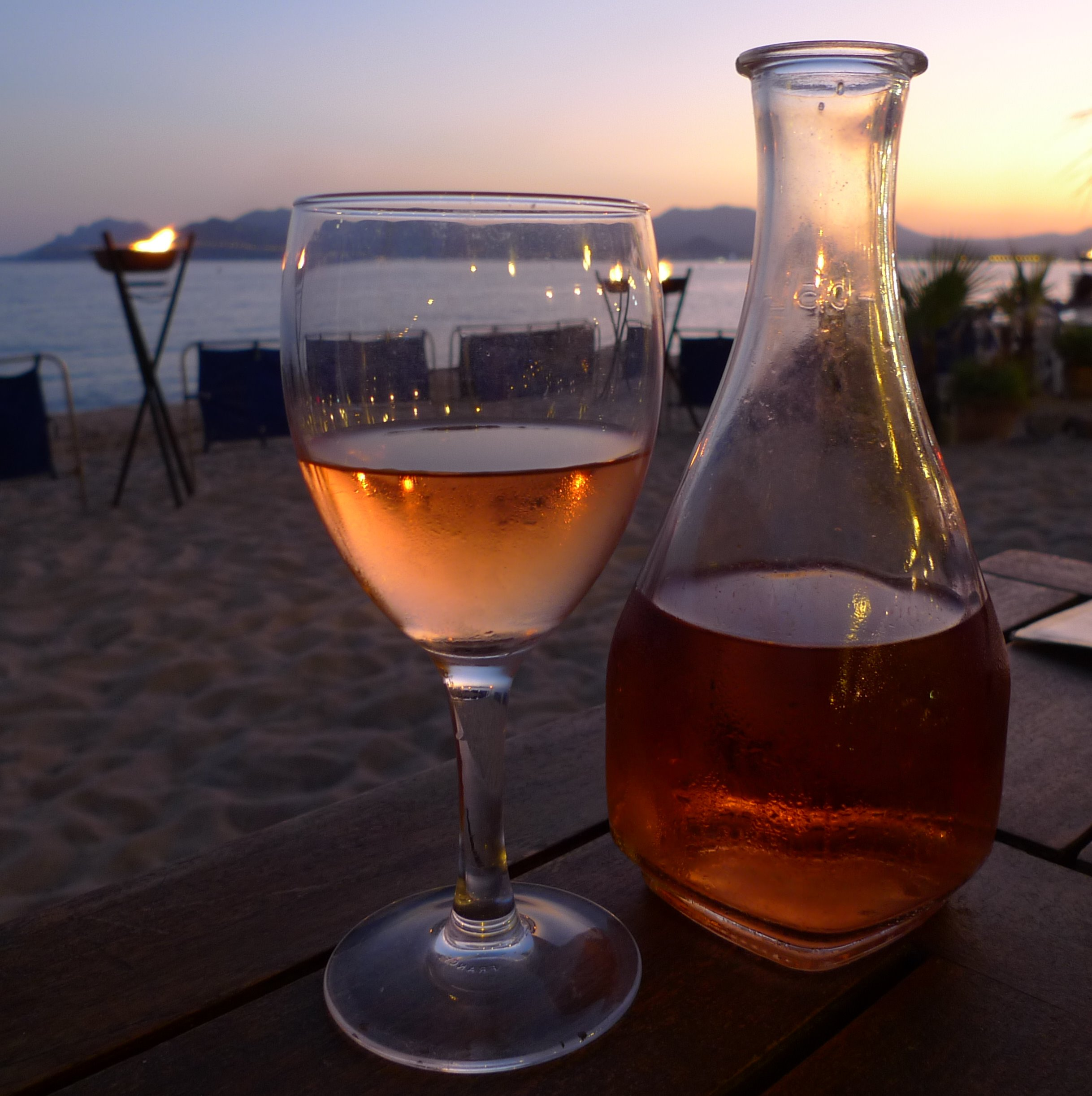
Des vins produits entre mer et collines.

Cette zone constitue un amphithéâtre, large d'une dizaine de kilomètres, bordée de collines (200 à 300 mètres d'altitude), qui s'ouvre sur la Méditerranée au niveau de Saint-Cyr-sur-Mer. Son centre est occupé par les zones collinaires du Castellet, de la Cadière d'Azur, de Bandol, de la Migoua, du Gros Cerveau de Croupatier. Le paysage aux alentours est dominé au nord par la Sainte-Baume (plus de 600 mètres), à l'est par le mont Caume, à l'ouest par les garrigues de l'arrière pays marseillais, et au nord-ouest par le Siou Blanc.
Les vignerons ont dû composer avec ce relief vallonné en créant des terrasses de culture ou restanques dont les dimensions diminuent avec l'altitude de 30 à 5 mètres.

### Géologie
Les sols datés du Trias forment « d'une part une barre orientée est-ouest entre Saint-Cyr et Bandol, et, d'autre part, un bras s'étendant au sud du Beausset ». La roche mère, aux sols peu profonds (70 à 80 centimètres), à un faciès plus ou moins sableux, argileux et calcaire. Y prédominent des grès et des terres argilo-calcaires, entrecoupés par des bancs de calcaire pur.

### Climat
Le climat typiquement méditerranéen est marqué par un ensoleillement qui est l'un des plus élevés du littoral provençal avec une moyenne annuelle de 3 000 heures. La proximité de la Méditerranée et brises marines assurent une pluviométrie suffisante (650 à 800 mm/an) essentiellement en automne et en hiver. Le mistral, souvent violent, froid et sec, joue un rôle primordial dans le bon état sanitaire de la vigne en éliminant les parasites cryptogamiques et les insectes nuisibles,. De plus ce vent venu du nord tempère l'air en période estivale (saison de croissance), ce qui ralentit le maturité et conserve aux raisins une bonne acidité.
| Mois                              | jan. | fév. | mars | avril | mai  | juin | jui. | août | sep. | oct. | nov. | déc. | année |
| --------------------------------- | ---- | ---- | ---- | ----- | ---- | ---- | ---- | ---- | ---- | ---- | ---- | ---- | ----- |
| Température minimale moyenne (°C) | 6,3  | 6,2  | 7,8  | 9,7   | 13,4 | 16,6 | 19,4 | 19,4 | 16,6 | 14,5 | 9,8  | 7,6  | 12    |
| Température moyenne (°C)          | 8,7  | 9,1  | 11,1 | 13,1  | 17   | 20,5 | 23,4 | 23   | 20,1 | 16,9 | 12,8 | 9,9  | 15,4  |
| Température maximale moyenne (°C) | 11,1 | 12   | 14,4 | 16,5  | 20,5 | 24,3 | 27,4 | 27,2 | 23,7 | 19,2 | 15,7 | 12,2 | 18,7  |
| Précipitations (mm)               | 50,5 | 27   | 20,9 | 48,9  | 23,2 | 20,4 | 6,2  | 8,7  | 39,6 | 74,9 | 58,5 | 41,5 | 420,3 |
| dont pluie (mm)                   | 45,5 | 17   | 20,9 | 48,9  | 23,2 | 20,4 | 6,2  | 8,7  | 39,6 | 74,9 | 58,5 | 36,5 | 400,3 |
| dont neige (cm)                   | 0,5  | 1    | 0    | 0     | 0    | 0    | 0    | 0    | 0    | 0    | 0    | 0,5  | 2     |

## Vignoble

### Présentation
Sur une superficie totale de 2 400 hectares de vignobles plantés dans ce terroir viticole, le mont Caume intéresse 220 hectares pour une production de 10 000 hectolitres/an. Sont intéressés les communes suivantes dans le département du Var : Bandol, Evenos, La Cadière-d'Azur, La Seyne-sur-Mer, Le Beausset, Le Castellet, Le Revest-les-Eaux, Ollioules, Saint-Cyr-sur-Mer, Saint-Mandrier-sur-Mer, Sanary-sur-Mer, Six-Fours-les-Plages.

### Encépagement
Les vins rosés sont élaborés par assemblage des cépages grenache N, cinsault N et carignan N, les vins rouges sont essentiellement à base de mourvèdre N, carignan N et grenache N.  Pour les blancs sont assemblés bourboulenc B, ugni blanc B et clairette B. Ces vins pour bénéficier de l'IGP ne peuvent être produits qu'à partir des cépages autorisés par l'arrêté du 20 février 2009.

### Méthodes culturales et réglementaires

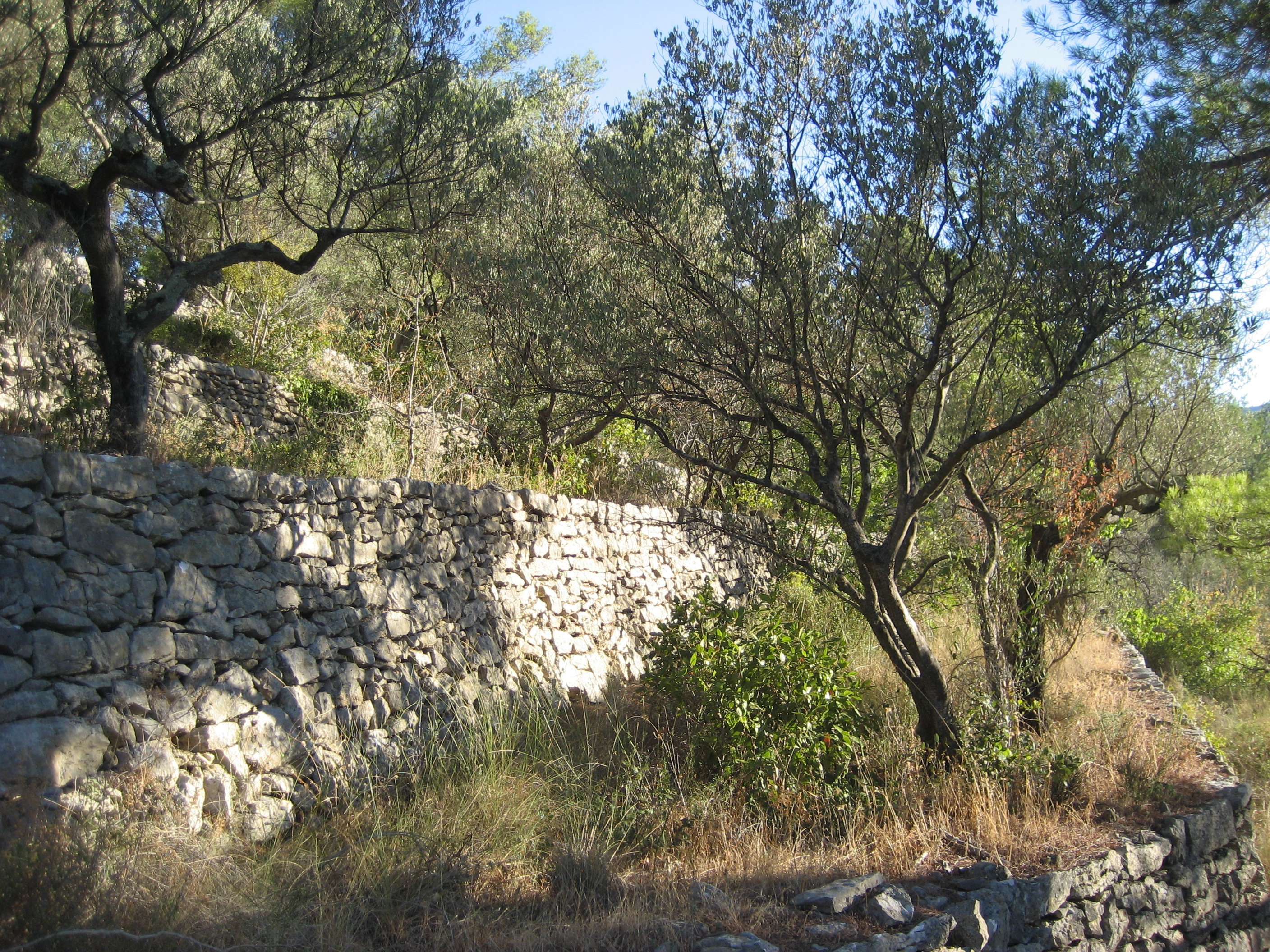
Vieille restanque près de Toulon ayant accueilli vignes et oliviers.

Les pentes ont été coupés en terrasses pour accueillir les vignobles et réduire l'érosion. Cette méthode culturale est identique à celle utilisée pour les vignes de Bandol (AOC) dont les vins du Mont Caume partagent le même terroir. Dans un amphithéâtre naturel, le vignoble s'étage en restanques (terrasses) soutenues par des murets de pierres sèches. Ces paysages structurés par des générations de vignerons ont sculpté les coteaux créant, par épierrage, des parcelles cultivables que se sont partagées vigne et olivier. Ces parcelles de terre conquises sur les collines et fixées en respectant les courbes de niveau, un temps délaissées, sont remises en culture, car elles sont particulièrement bénéfiques au vignoble en favorisant une bonne régulation hydrique.
Pour être labellisés, les vins de Mont Caume doivent provenir de vignes ayant un rendement maximum à l'hectare de 90 hectolitres pour les trois couleurs. Ces vins doivent titrer au minimum 10°. Le label est réservé aux vins tranquilles, vins mousseux de qualité, rouges, rosés et blancs. Cette IGP peut être complétée par le nom d’un ou de plusieurs cépages ainsi que par les mentions « primeur » ou « nouveau ».

### Vinification et élevage

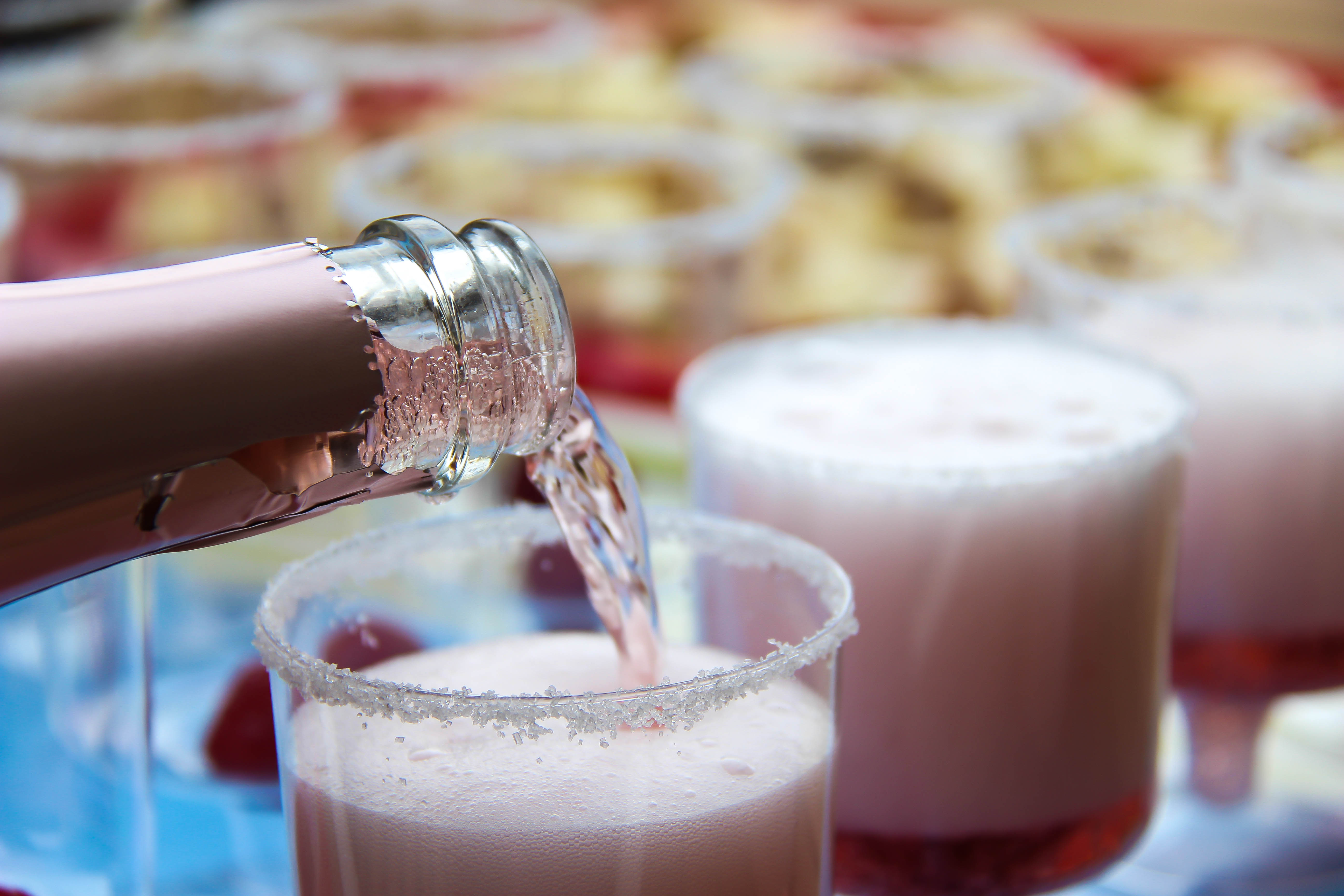
Mousseux rosé de l'IGP Mont-caume.

Contrairement à la tradition départementale où les vins rosés représentent près de 80 % de la production, l’IGP Mont Caume rosé n’excède pas 55 % des volumes. La production de vin rouge est importante puisqu’elle se situe, selon le millésime,  entre 40 % et 50 %. Celle du vin blanc se cantonne à 5 % de la production des vins tranquilles. La production de vins mousseux, en blanc (clairette, ugni blanc) et en rosé (grenache et cinsault), est assurée par un domaine et une cave coopérative qui mettent en marché 33 000 bouteilles par an.
Le rouge, qui se présente dans une robe grenat, dégagé au nez des de fruits rouges confits ou confiturés, à l'agitation on perçoit des arômes discrets de garrigues. La bouche est ronde et délicate avec une empreinte mentholée en finale. Le rosé se présente dans une robe type pétale de rose avec beaucoup d’éclat et de brillance. Son nez, fin et délicat, est marqué par des notes d’agrumes et de fruits à chair blanche. Le blanc, qui possède une robe jaune pâle et chatoyante, exhale au nez des notes d'agrumes, de fruits à chair blanche ou exotiques. Sa bouche, vive, dense et légère, possède une belle longueur.

### Terroir et vins
L'effet du climat, joint à l'implantation du vignoble sur des sols peu profonds et pentus, permettent l'obtention d'un vin rouge corsé et la puissant, et de vin blanc et rosé fruités et floraux. Leur volume annuel, les trois couleurs confondues, plafonne autour de 10 000 hectolitres comme ce fut le cas des campagnes 2007 à 2009. Avec ses 220 hectares, cette IGP représente moins de 10 % de la totalité du vignoble.
Le cépage majoritaire est le carignan N. Les bonnes conditions climatiques permettent, grâce à des rendements maîtrisés, de mener à bonne maturité ce cépage assez tardif. Cette spécificité explique sa présence dominante dans le vignoble.

### Type de vins et gastronomie

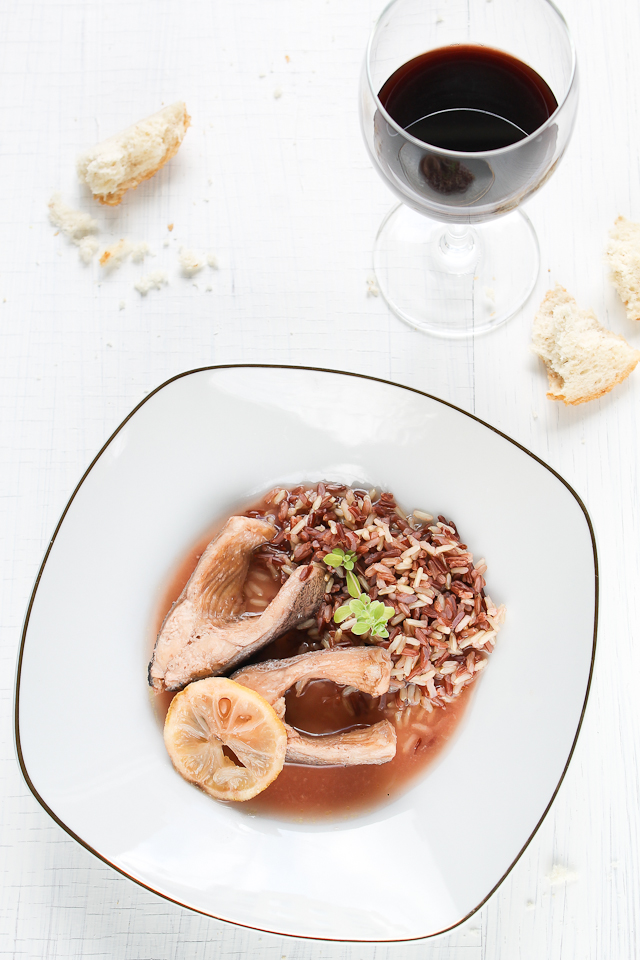
IGP Mont-caume, vivaneau et riz de Camargue.

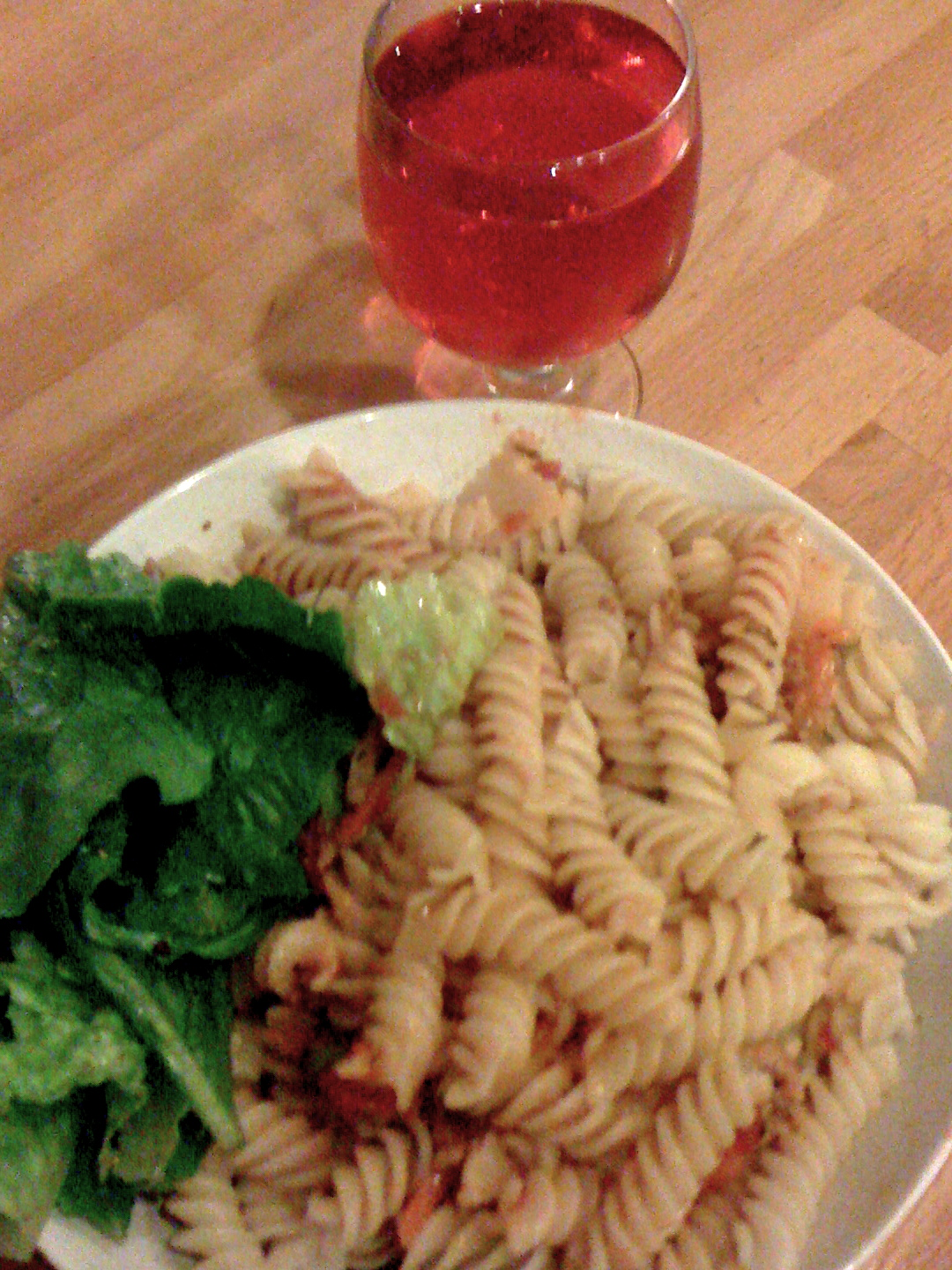
IGP Mont-caume et tortellinis.

Les rouges sont des vins structurés et puissants. Les rosés se caractérisent par leurs arômes fruités. Les blancs, secs et nerveux, dégagent, quant à eux, des arômes floraux et fruités. Les vins mousseux, qui se distinguent par leur élégance, expriment leur qualité par des arômes fruités ou floraux.
Les rouges s'accordent avec des plats régionaux comme une bouillabaisse. Leur température de service est de 16 °C. Les rosés sont parfaits sur de la cuisine asiatique, sur des pâtes ou sur des poissons grillés. Les blancs se marient parfaitement avec des fromages de chèvre, et se révèlent parfaits à l'apéritif. Rosé et blancs se boivent frais à 8 °C.

### Structure des exploitations et commercialisation

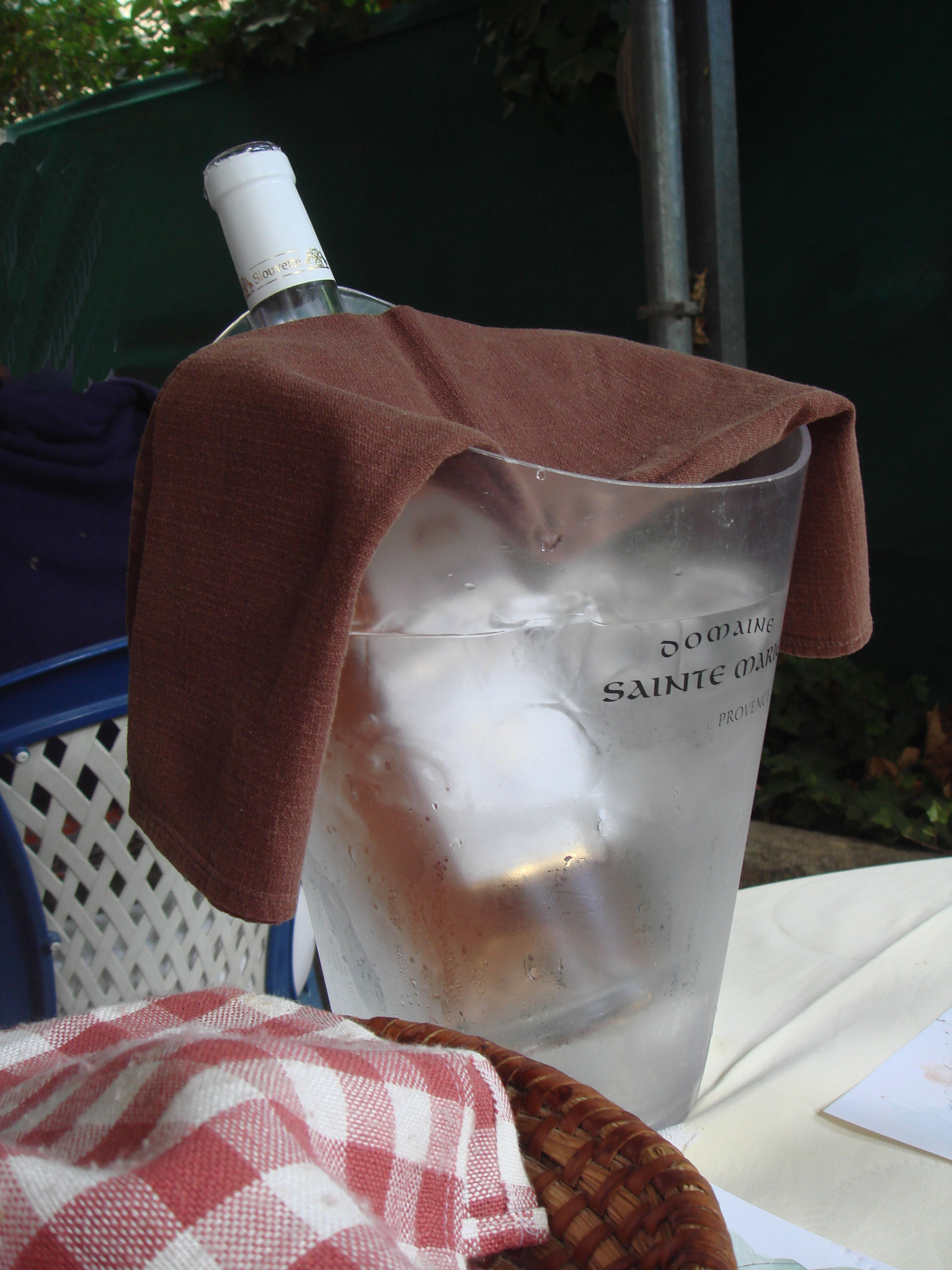
IGP Mont-caume, des vins festifs et estivaux.

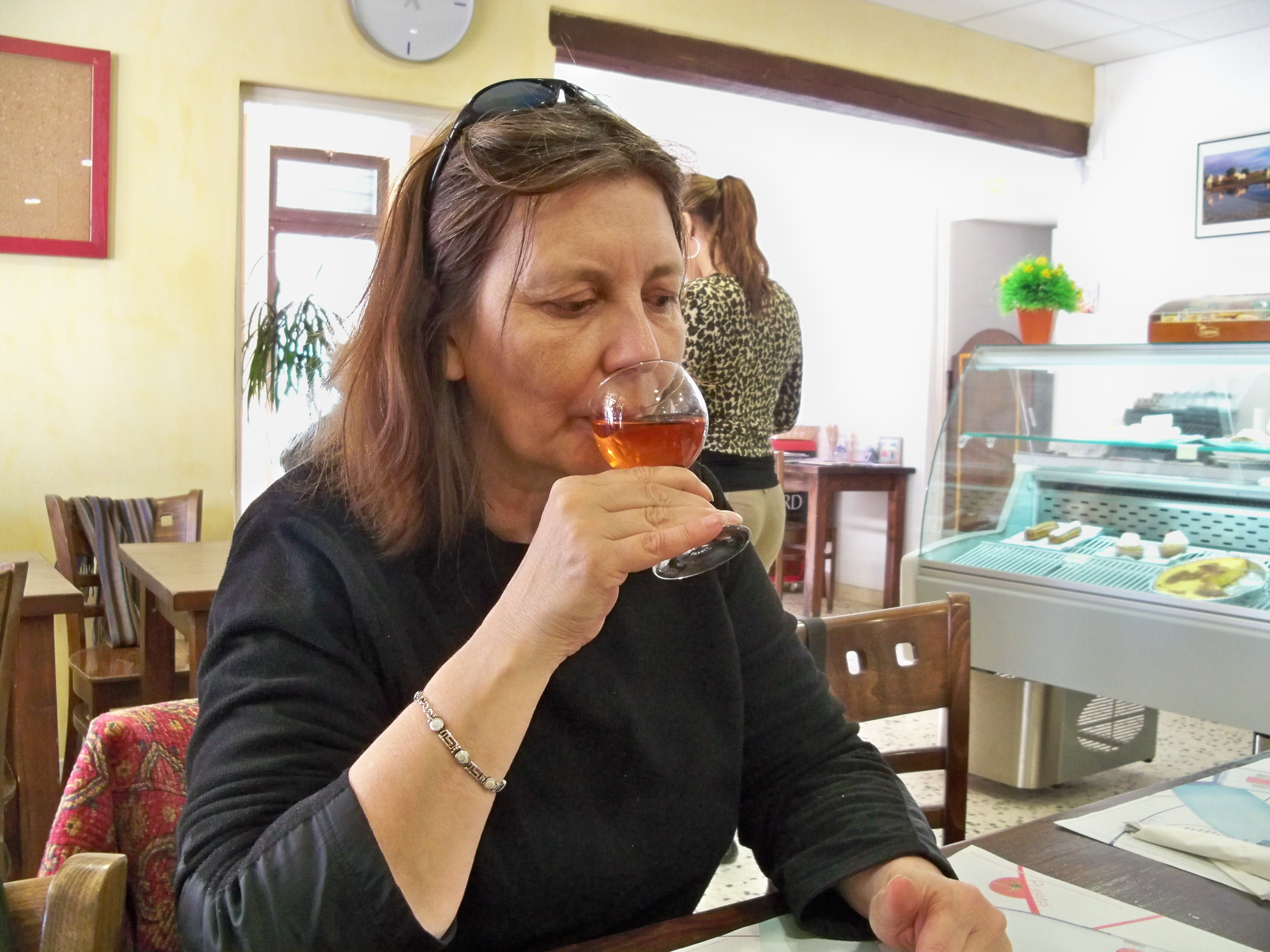
Dégustation sur le lieu de vente.

La viticulture a toujours été et reste un pilier de l’économie locale. Les vins de l'IOP ont acquis une excellente notoriété au sein de l'un des départements les plus touristiques de France. Leur commercialisation s'effectue par un réseau de distribution local où les caveaux tiennent une place prépondérante. Ils sont élaborés par vingt-deux domaines et trois caves coopératives.
Le quasi équilibre entre la production rosé/rouge « répond à une demande de la clientèle, sur un marché de proximité où la vente directe en bouteilles est privilégiée ». De plus face à une demande locale forte, il a été nécessaire d'offrir des vins qui se distinguent du Bandol (AOC), tout en conservant les avantages d’un ancrage territorial.